# 藪入り (落語)
藪入り（やぶいり）は、古典落語の演目のひとつ。主に東京落語で広く演じられる。

## 概要
滑稽噺『お釜さま』の、初代柳家小せんによる改作『鼠の懸賞』を、さらに3代目三遊亭金馬が人情噺に改めた演目。

## あらすじ
演者はまず、明治期のペストの流行と、警察が実施していた懸賞金付きの駆除届出制度について少し触れる。
商家に奉公している少年・亀吉が3年ぶりに実家へ帰る藪入りの前日の夜、息子の帰りを待ちきれない父親の男は「あいつの好きなウナギを食わしてやりたい。ああ、あとお汁粉を食わしてやりたい、それから天ぷら、刺身、シャモ、寿司を……」と妻（＝亀吉の母親）に提案し、「そんなに食べられやしませんよ」とたしなめられる。「今日は湯に行かせたら、本所、浅草に連れて行きたい。ついでに品川で海を見せて、羽田の穴守様にお詣（まい）りして、川崎の大師様に寄って、横浜、横須賀、江の島、鎌倉。ついでに名古屋のシャチホコを見せて、伊勢の大神宮様にお参りしたい。そこから京、大阪を回って、讃岐の金比羅様を……」
当日。両親は、玄関で立派に挨拶をする、身長が伸びた亀吉を見て感涙する。母は湯屋に出かけた亀吉の荷物をふと見て、財布に高額の紙幣が3枚も入っているのに気付く。奉公先に持たされた小遣いにしてはあまりに高額なため、両親は、「亀吉が何か悪事に手を染めたのでは」という疑念を抱く。父親は気を落ち着かせて待とうとするが、いら立ちがつのる。
帰ってきた亀吉に対し、父親は「このカネは何だ」となじる。亀吉はカッとなり、「人の財布の中を見るなんて、下衆だよ。これだから貧乏人はいやなんだ」と言い返したので、父親はすかさず殴り飛ばしてしまう。母親は父親を制止し、「じゃあ、どうやって手にしたおカネなのさ」と泣きながら問いただすと、亀吉は「そのおカネは、いやしいことで手にしたものではなく、店で捕まえたネズミを警察に持って行って参加した懸賞が当たって、店のご主人に預けていたもので、今日の藪入りのために返してもらってきたところだ」と答える。
両親は安心するとともに、我が子の徳と運をほめたたえる。父親は「これからもご主人を大事にしろ」と亀吉に教え、次のように言う。
「これもご主人への忠（チュウ）のおかげだ」（＝ネズミの鳴き声と掛けた地口）。